# 共兴镇
共兴镇，是中华人民共和国四川省南充市顺庆区下辖的一个乡镇级行政单位。2019年9月，撤销顺河乡，将其所属行政区域划归共兴镇管辖。

## 行政区划
共兴镇下辖以下地区：
大院坝村、石滚坝村、五洞桥村、泉水沟村、龙角寨村、阳公庙村、石元坝村、麻石沟村、金称沟村、棕树沟村、黄莲嘴村、自生桥村、七里沟村、烂泥沟村和东岳庙村、李家湾村、法华沟村、灵潼山村、青家山村、七沟村、贾家庙村、金观音村、盐井坎村、音堂村和五显庙村。